# سازمان نقشه‌برداری کشور
سازمان نقشه‌برداری کشور، سازمانی دولتی در ایران است. این سازمان در حوزه امور زیربنایی و زیرساختی فعالیت دارد و زیرمجموعه سازمان برنامه و بودجه است و به‌عنوان عالی‌ترین نهاد حاکمیتی کشور در امور اطلاعات مکانی شناخته می‌شود. ریاست کمیته تخصصی نام‌نگاری و یکسان‌سازی نام‌های جغرافیایی کشوری در ایران نیز برعهده رئیس این سازمان است.

## تاریخچه

### تاریخچه نقشه‌برداری در ایران
در دوره قاجار با اهتمام عباس‌میرزا (ولیعهد فتحعلیشاه) افرادی برای فراگیری دانش جدید به اروپا اعزام شدند. در زمان میرزا تقی‌خان امیرکبیر به‌منظور گسترش و بهره‌گیری از علوم و فنون جدید، مدرسه دارالفنون تأسیس شد که در آن اساتید اتریشی به علاوه اساتید ایرانی تحصیل‌کرده اروپا، تدریس می‌کردند. یکی از دروسی که در دارالفنون تدریس می‌شد، نقشه‌برداری بود. دانشجویان نقشه‌برداری دارالفنون، همزمان با تحصیل، نقشه‌هایی از روستاهای اطراف تهران را تهیه می‌کردند. به‌تدریج در تشکیلات نظامی، وزارتخانه‌ها و دستگاه‌هایی که نیاز به خدمات نقشه‌برداری داشتند واحدهایی جهت رفع نیاز موردی در سطح کشور تشکیل شد که این واحدها به‌صورت پراکنده نقشه‌هایی را با روش برداشت زمینی تهیه می‌کردند. با تأسیس دانشگاه تهران، برخی دانشکده‌ها مانند دانشکده فنی، دانشکده نقشه‌برداری و دانشکده علوم، درس نقشه‌برداری را جزو دروس خود منظور کردند.

### تاریخچه سازمان
طی دوران برنامه هفت ساله اول (۱۳۲۷ تا۱۳۳۴) دایره ای به نام بنگاه مهندسی در سازمان برنامه وقت تشکیل شد که انجام امور نقشه‌برداری نیز بخشی از فعالیت‌های این بنگاه بود. از سال ۱۳۳۰ به بعد مهندسان مشاور خارجی برای اجرا و مشاوره پروژه‌های مختلف در کشور حضور داشتند که بابت هزینه عملیات نقشه‌برداری مبالغ زیادی دریافت می‌نمودند. طی این سالها گروهی از کارشناسان سازمان برنامه به فکر تأسیس سازمانی افتادند که بتواند پاسخگوی نیازهای نقشه‌برداری در سطح کشور باشد. با پیگیری‌های انجام گرفته در تاریخ هفتم خرداد ۱۳۳۲ به منظور تهیه نقشه کل کشور و تطبیق عملیات نقشه‌برداری که به وسیله عموم موسسات و دوایر دولتی در تمام کشور صورت می‌گرفت دولت وقت اقدام به تصویب قانون تأسیس سازمان نقشه‌برداری کشور زیر نظر سازمان برنامه وقت نمود. پس از این تصمیم، محمد ابراهیمی قاجار کرمانی که تحصیلات تکمیلی خود را در رشته فتوگرامتری در هلند گذرانیده بود، نسبت به تأسیس سازمان نقشه‌برداری کشور اقدام کرد و پس از فراهم آوردن مقدمات به عنوان نخستین رئیس سازمان منصوب شد.
در ۲۱ مرداد۱۳۴۷ قانون تأسیس سازمان جغرافیایی کشور به تصویب مجلس سنای ایران و مجلس شورای ملی رسید و ابلاغ شد. برابر مفاد این قانون با ادغام سازمان نقشه‌برداری کشور با اداره جغرافیایی ارتش، سازمان جغرافیایی کشور بنیان نهاده شد. در ماده اول این قانون آمده: تشکیل سازمان جغرافیایی کشور در مهرماه سال۱۳۴ به منظور تعیین و تهیه مبانی جغرافیایی و تهیه نقشه‌های عمومی و نظامی با رعایت جنبه‌های حفاظتی کار و هماهنگ‌کردن، کلیه فعالیت‌های نقشه‌برداری کشور ایران (نقشه‌برداری زمینی، دریایی و عکسبرداری هوایی) سازمانی به نام سازمان جغرافیایی کشور در وزارت جنگ تأسیس می‌گردد.
با پیروزی انقلاب ۱۳۵۷ ،سازمان جغرافیایی وارد عرصه جدیدی شد. به گونه‌ای که پس از اشغال توسط مجاهدین خلق، بسیاری از اسناد و نقشه‌ها در آتش سوخت و از بین رفت و برخی نیز به مکان نامعلومی انتقال یافتند. در همین زمان، براساس رأی شورای انقلاب، سازمان نقشه‌برداری کشور از سازمان جغرافیایی جدا شد.

## رؤسای سازمان نقشه‌برداری کشور

### دوره پهلوی
- محمد ابراهیمی قاجار کرمانی (۱۳۳۲ تا ۱۳۳۹)
- سیاوش بسیطی (۱۳۳۹ تا ۱۳۴۳)
- بدرالدین مرعشی (۱۳۴۳ تا ۱۳۴۷)
- محمود شاه‌بنده (۱۳۴۷ تا ۱۳۴۸)
- غلامعلی باصری (۱۳۴۸ تا ۱۳۵۰)
- نصراله جالینوس (۱۳۵۰ تا ۱۳۵۲)
- سید جلال الدین شفیعی (۱۳۵۲ تا ۱۳۵۴)
- سرلشکر حسین نوربخش (۱۳۵۴ تا ۱۳۵۸)

### دوره جمهوری اسلامی
- بابامقدم تبریزی (۱۳۵۸ تا ۱۳۵۸)
- قاسم جنگی (۱۳۵۸ تا ۱۳۵۹)
- نظام‌الدین موحد (۱۳۵۹ تا ۱۳۵۹)
- محمودرضا اتفاقیان (۱۳۵۹ تا ۱۳۶۰)
- حسین مصدق‌خواه (۱۳۶۰ تا ۱۳۶۷)
- محمد یزدی (۱۳۶۷ تا ۱۳۶۹)
- احمد شفاعت (۱۳۶۹ تا ۱۳۷۶)
- محمد مدد (از ۱۳۷۶ تا ۱۳۸۵)
- سردار یحیی محمودزاده (۱۳۸۵ تا ۱۳۸۶)
- یحیی جمور (۱۳۸۶ تا ۱۳۸۷)
- محمود ایلخان (۱۳۸۷ تا ۱۳۹۲)
- علیرضا آزموده اردلان (۱۳۹۲ تا ۱۳۹۶)
- مسعود شفیعی (۱۳۹۶ تا ۱۳۹۹)
- غلامعلی جعفرزاده ایمن‌آبادی (۱۳۹۹ تا ۱۴۰۰)
- علی جاویدانه (۱۴۰۰ تا1403)
- سید اسکندر صیدایی 1403-تاکنون)